# 故人の森

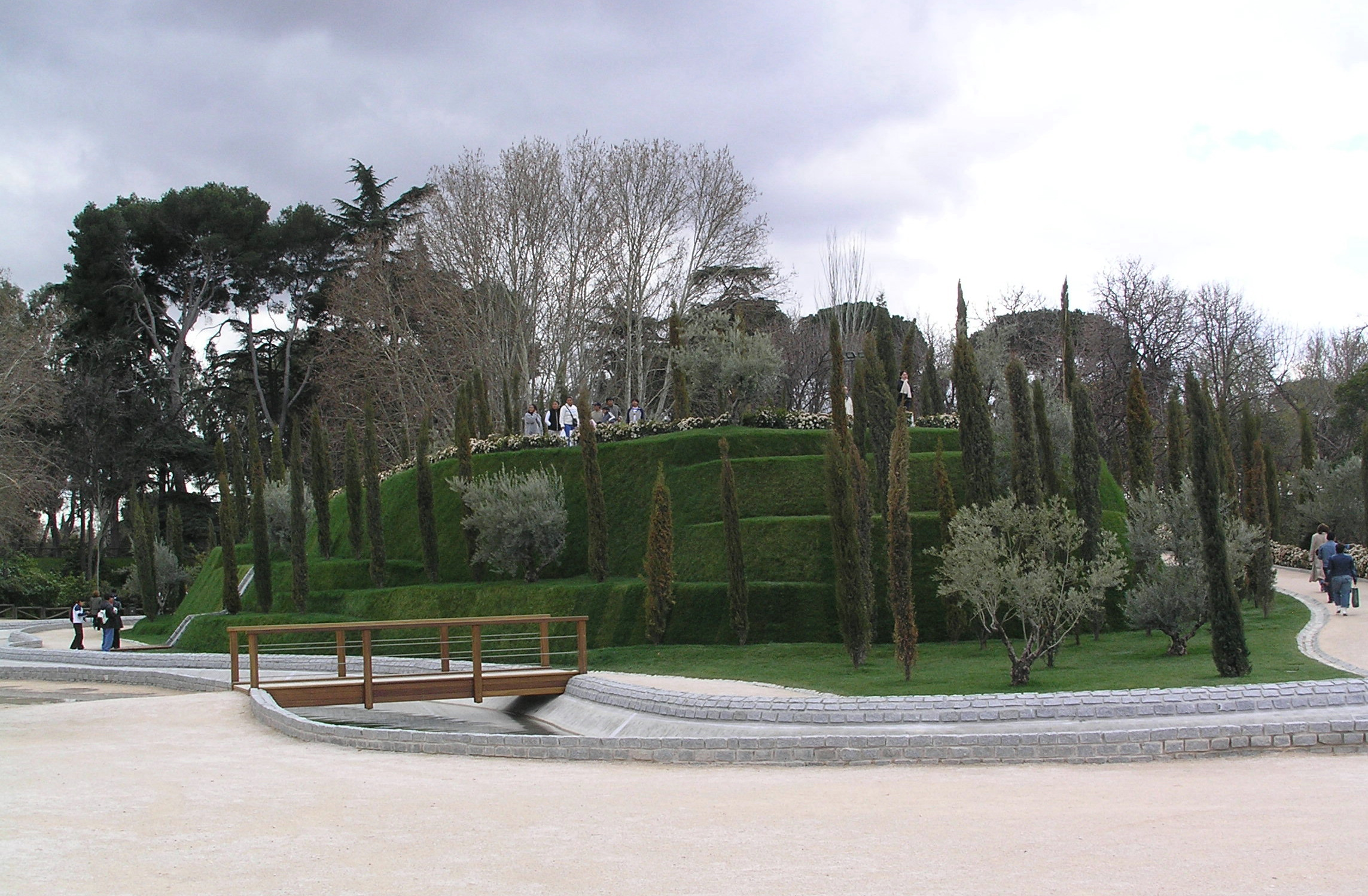
故人の森

故人の森（こじんのもり、スペイン語: Bosque de los Ausentes または Bosque del Recuerdo）は、スペイン・マドリードのレティーロ公園にある追悼施設。2004年3月11日に起きたマドリード列車爆破テロ事件での191人の犠牲者と、2004年4月3日にレガネスで発生した自爆テロで死亡した特殊部隊エージェントを追悼するために作られた。山には192本のオリーブやイタリアイトスギが植えられており、これは1本が殺害された1人を表している。また、川で囲まれているが、これは水が生命の象徴であるためである。悲劇が発生した場所の1つであるアトーチャ駅付近の丘に位置する。

## 落成式
2005年3月11日に行われた落成式には、スペイン国王フアン・カルロス1世とソフィア王妃が出席した。彼らは、最初に山に花を手向けた。その花束には「テロリズムによる全ての犠牲者への追憶」というメッセージが添えられていた。
王室からアストゥリアス公フェリペ王太子（のちの国王フェリペ6世）とレティシア妃、スペイン首相ホセ・ルイス・ロドリゲス・サパテーロとその政党議員たちも式典に参加した。また、各国の元首や首脳も参加した。例えば、国際連合事務総長コフィー・アナン、モロッコ国王ムハンマド6世、アフガニスタン大統領ハーミド・カルザイ、セネガル大統領アブドゥライ・ワッド、モーリタニア大統領マーウイヤ・ウルド・シディ・アハメド・タヤ、ポルトガル大統領ジョルジェ・サンパイオ、ルクセンブルク大公アンリ、欧州連合共通外交・安全保障政策上級代表ハビエル・ソラーナ、欧州議会議長ジョセップ・ボレル、そして国民が攻撃の被害にあった16ヶ国の大使が含まれる。
被害者の親族からの要求により式典中は一切の演説が行われなかったが、17歳のチェロ奏者がパブロ・カザルス編曲の『鳥の歌』（El Cant dels Ocells）を演奏した。
座標: 北緯40度24分43秒 西経3度41分13秒 / 北緯40.41194度 西経3.68694度